# Pseudagrion microcephalum
Pseudagrion microcephalum е вид водно конче от семейство Coenagrionidae. Видът не е застрашен от изчезване.

## Разпространение и местообитание
Разпространен е в Австралия, Бангладеш, Виетнам, Индия, Индонезия, Китай, Лаос, Малайзия, Мианмар, Тайланд, Шри Ланка и Япония.
Обитава сладководни басейни и потоци.